# Saudação Thai
A saudação tailandesa, ou também conhecida como wai (em tailandês:  ไหว้) é uma saudação tradicionalmente usada pelo povo tailandês. Significa "bem-vindo" ou somente "oi". A palavra wai é seguida de um sinal comum na cultura oriental, que são as mãos postas na frente do rosto em reverência. Essa reverência pode significar paz ou submissão, dependendo da situação.